# Dialeuropora heptapora
Dialeuropora heptapora là một loài côn trùng cánh nửa trong họ Aleyrodidae, phân họ Aleyrodinae.
Dialeuropora heptapora được Regu & David miêu tả khoa học đầu tiên năm 1992.